# Aït Milk

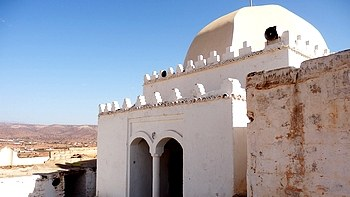
Aït Milk – Marabout-Grabmal

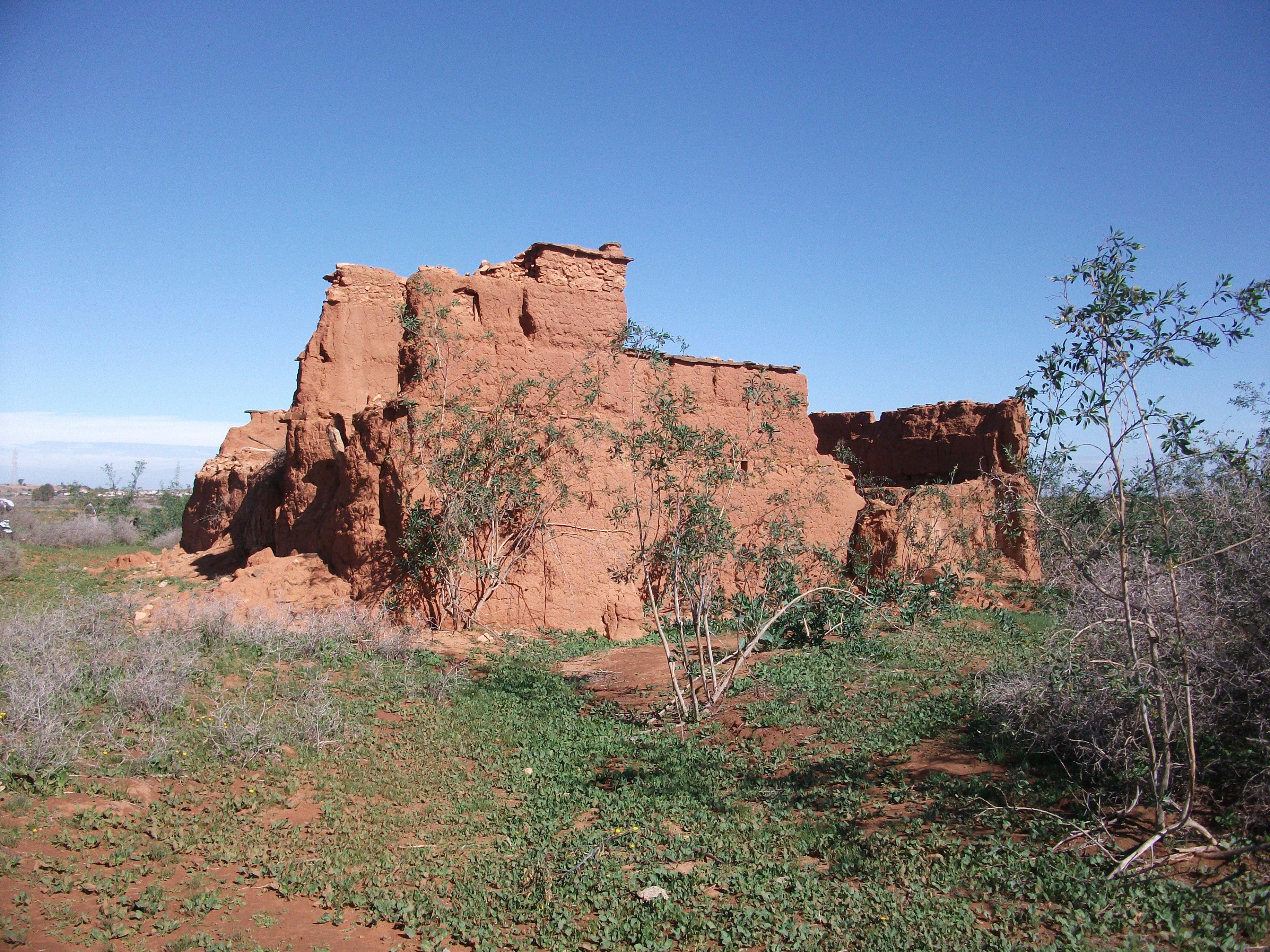
Zerfallendes Stampflehmgebäude im Umland von Aït Milk

Aït Milk (Zentralatlas-Tamazight ⴰⵢⵜ ⵎⵉⵍⴽ Ayt Milk, arabisch آيت ميلك) ist der Hauptort einer aus mehreren Dörfern bestehenden Landgemeinde (commune rurale) mit insgesamt ca. 8500 Einwohnern in der Provinz Chtouka-Aït Baha in der marokkanischen Region Souss-Massa.

## Lage und Klima
Der Ort Aït Milk liegt in den Ausläufern des westlichen Antiatlas-Gebirges in einer Höhe von etwa 170 m im Südwesten Marokkos. Die Entfernungen zu den nördlich gelegenen Städten Agadir bzw. Biougra betragen etwa 75 bzw. 33 km; bis nach Aït Baha sind es etwa 35 km in nordöstlicher Richtung. Das Klima ist überwiegend trocken und warm bis heiß; der spärliche Regen (ca. 185 mm/Jahr) fällt hauptsächlich im Winterhalbjahr.

## Bevölkerungsentwicklung
| Jahr      | 1994   | 2004   | 2014   | 2024  |
| Einwohner | 12.122 | 11.414 | 10.277 | 8.706 |

Der kontinuierliche Bevölkerungsrückgang ist im Wesentlichen auf die Abwanderung von ehemals als selbstversorgende Bauern lebenden Berberfamilien in die Städte zurückzuführen. 

## Wirtschaft
Die wichtigste Rolle in den Dörfern der Umgebung spielt immer noch die Landwirtschaft; im Ort selbst haben sich Kleinhändler, Handwerker und Dienstleister angesiedelt.

## Sehenswürdigkeiten
Auf einem nahegelegenen und mit Antennen besetzten Hügel befindet sich ein gut erhaltenes Marabout-Mausoleum. In der Umgebung stehen noch Reste von ehemaligen Lehmbauten, die früher zu Wohn- oder Wirtschaftszwecken dienten.